# Lyon
Lyon (arpitán nyelven Liyon) város Franciaországban, Auvergne-Rhône-Alpes régió, Rhône megye és a Lyoni főegyházmegye székhelye (prefektúra). Párizs után a legnagyobb agglomerációval rendelkezik.

## Fekvése
A Rhône és a Saône folyók összefolyásánál található, Párizstól 460 km-re délkeletre, Marseille-től 314 km-re északra, Genftől 150 km-re nyugatra.

## Éghajlata
| Hónap                         | Jan.  | Feb.  | Már.  | Ápr. | Máj. | Jún. | Júl. | Aug. | Szep. | Okt. | Nov. | Dec.  | Év    |
| ----------------------------- | ----- | ----- | ----- | ---- | ---- | ---- | ---- | ---- | ----- | ---- | ---- | ----- | ----- |
| Rekord max. hőmérséklet (°C)  | 19,1  | 21,9  | 25,7  | 30,1 | 34,2 | 38,4 | 39,8 | 40,5 | 35,8  | 28,4 | 23,0 | 20,2  | 40,5  |
| Átlagos max. hőmérséklet (°C) | 6,4   | 8,4   | 13,0  | 16,3 | 20,8 | 24,6 | 27,7 | 27,2 | 22,7  | 17,4 | 10,8 | 7,1   | 16,9  |
| Átlagos min. hőmérséklet (°C) | 0,3   | 1,1   | 3,8   | 6,5  | 10,7 | 14,1 | 16,6 | 16,0 | 12,5  | 9,3  | 4,3  | 1,6   | 8,1   |
| Rekord min. hőmérséklet (°C)  | −23,0 | −22,5 | −10,5 | −4,4 | −3,8 | 2,3  | 6,1  | 4,6  | 0,2   | −4,5 | −9,4 | −24,6 | −24,6 |
| Átl. csapadékmennyiség (mm)   | 47    | 44    | 50    | 75   | 91   | 76   | 64   | 62   | 88    | 99   | 82   | 55    | 832   |
| Havi napsütéses órák száma    | 74    | 101   | 170   | 191  | 221  | 254  | 283  | 253  | 195   | 130  | 76   | 55    | 2002  |

## Története

### Az ókorban
Lyon területén a legkorábbi állandó településről származó leletek a vaskorból maradtak fenn. Lugdunum városát Kr. e. 43. október 9-én alapította Lucius Munatius Plancus, Julius Caesar helytartója. Kr. e. 27-ben Lugdunum Gallia Lugdunensis provincia székhelye és a három gall tartomány birodalmi központja lett. A város politikai szerepén túl hamar komoly gazdasági szerepre is szert tett. Fejlődése a 2. században tovább folytatódott, lakossága elérte az 50000 főt is. A metropoliszba sok keresztény is érkezett, akiknek a hatására a város hamar az új vallásra tért át, és keresztény kulturális központtá fejlődött.
197-ben azonban Septimius Severus a lugdunumi csatát követően felégette a várost, keresztény lakóit pedig nagyrészt megölette. Később többször germánok szállták meg, így a 3. század végére Lugdunum elvesztette Gallia irányítói szerepét – ezt Trier vette át –, a város nagy része kihalt.

### A kora középkorban
437-ben a burgundok foglalták el a várost, amelyet 461-ben fővárosukká tettek. 532-ben Chlodion a Frank Birodalomba olvasztotta Burgundiát. A központi hatalom azonban nagyon gyengének bizonyult. Lyon saját vezetőséggel rendelkezett, a püspöküket is maguk választották. 494 és 501 között Szent Rusticus, 512 és 524 között Szent Viventiolus, majd Szent Sacerdos (544–552), majd Szent Nizier mind egy nemesi család tagjai voltak.
Narbonne 718-as elfoglalása után az araboknak lehetőségük nyílt a Rhône völgye felé történő terjeszkedésre. A 720-as években Loudont (Lyon akkori neve) is elérték a muszlimok, lerombolták a Szent Nizier templomot, illetve rabszolgákat gyűjtöttek a városi lakosságból. 737-ben rövid időre el is foglalták a várost. Végül Martel Károly és Kis Pippin állította vissza a környék frank uralmát.

### A középkorban
Nagy Károly verduni szerződése értelmében Lyon, mint a Saône-tól keletre eső vidékek, Lotár kezére került. Így a város Lotaringia része lett. A 9. és 10. században a várost több támadás érte. Elsőként a normannok, majd 911-ben a magyarok rabolták ki a települést. A vandálok egy kisebb kolóniát is létesítettek a környező hegyekben, így több invázióval is sújtották a várost.

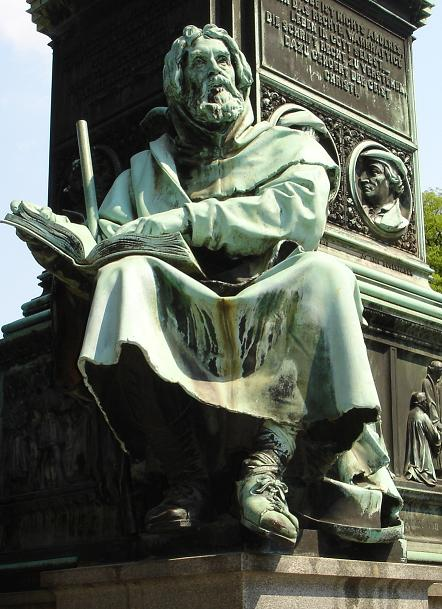
Vald Péter szobra a wormsi Luther-emlékművön

1032-ben Lyon a Német-római Császársághoz került. 1078-ban VII. Gergely pápa a lyoni püspökséget érseki rangra emelte, az érseket pedig Gallia prímásává tette, aki egyben a világi uralmat is gyakorolta a város felett. 1170-ben Vald Péter, lyoni kereskedő az evangéliumi szegénységet hirdetve megvált minden vagyonától, és megalapította a valdens egyházat. A papság kezdetben tolerálta mozgalmát, ám 1184-ben III. Luciusz kitagadta őt és követőit az egyházból. Hívei, miután felégették a pompázatos Szent Nizier-templomot, elmenekültek a városból. A 13. században Lyon két zsinatnak is a helyszíne volt.
A várost 1307-ben Franciaországhoz csatolták, az egyházi hatalmat háttérbe szorították. 1320-ban alakult meg az első lyoni községtanács Szép Fülöp segítségével.

### A reneszánsz korában és az újkorban
A 15. században egyre több olasz (leginkább firenzei) kereskedő látogatott el a lyoni adómentes vásárokra, amelyeket évi két, később négy alkalommal rendeztek meg. Az olasz pénzemberek közül többen ideköltöztek, és létrehozták Lyon reneszánsz negyedét, a Vieux-Lyont az 5. kerületben. A város gazdaságában azonban egyre inkább a selyem- és egyéb szövetekre került a hangsúly. A kereskedők mellett megjelent a selyemipari munkások (canut-k) rétege is, akik szintén ebben a városrészben dolgoztak különleges, mintegy négy méter magas belső terű lakásaikban.
I. Ferenc sokszor látogatott el a városba, és uralkodása alatt nagyban gazdagodott a város. 1506-ban itt nyílt meg az első franciaországi tőzsde. A kereskedelem mellett a kultúra is nagy ütemben gyarapodott. Nyomdák, ispotályok nyíltak a városban. 1553-ban itt jelent meg Bakfark Bálint szólólantra komponált első önálló műve, az un. Lyoni lantkönyv, Intavolatura Valentini Bacfarc Transilvani Coronensis címmel.
A vallásháborúk idején Lyont több támadás is érte, egészen IV. Henrik nantes-i ediktumáig. A rend valamelyes helyreálltával Lyon kisebb fokú autonómiát kapott a királytól, aki itt vette feleségül Medici Máriát.
A 17. században a királyi udvar fényűzését szolgáló magas adók, valamint a pestisjárványok visszavetették a város fejlődését. Mindazonáltal ekkor jött létre egy jezsuita kollégium és több további iskola, megalapozván Lyon kiemelkedő tudományos szerepét. A 18. századtól számos tudós és feltaláló tevékenykedett a városban. Így Marie François Xavier Bichat, a modern anatómia megalapítója, a Jussieu fivérek a növények rendszertanának kutatói, valamint a század végén André-Marie Ampère is Lyonban dolgozott, de a Montgolfier fivérek első repülése is a városban történt. Szintén Lyonban nyílt meg az első állatorvosi iskola is.
Az 1789-es francia forradalom során a királypártiak oldalán állt a város. 1793-ban, a girondisták letartóztatását követően a város fellázadt a Nemzeti Konvent hatalma ellen. 1793. október 12-ére a jakobinusok elfoglalták a várost, és a Robespierre-féle uralom elrendelte a város megszüntetését. Így mintegy háromezer lakos került guillotine alá, illetve több palotát is leromboltak (leginkább a Bellecour környékén).

### Az ipari forradalom időszakában
A város helyzete csak Bonaparte Napóleon hatalomra jutását követően kezdett javulni. Az uralkodó rendelete, amely a lyoni iparra bízta a Birodalom szövetellátását, ismét nagyban fellendítette a város gazdaságát. A szövőipar teljesítményének fokozásához nagyban hozzájárult Joseph Marie Jacquard, aki egyébként szintén Lyonban tevékenykedett, találmánya a szövőgép lyukkártyás mintavezérlése (1805). Így a 19. században a szövőipar óriási ütemben bővült, azonban a korábbi munkásokra egyre kevesebb szükség volt, életkörülményeik sokat romlottak. 1831-ben a „szövőipari munkások forradalma” volt a 19. századi munkásmozgalom egyik első jelentősebb megmozdulása. A lyoni munkások alapították az első kommunista újságot: a L'Écho de la Fabrique-ot, amelyben 1833-ban jelent meg a híres mondat: „Világ proletárjai egyesüljetek!”. Karl Marx is sokat merített a lyoni munkásmozgalom eseményeiből, eredményeiből és követeléseiből műve megalkotásához.
Mindazonáltal a város folyamatosan gyarapodott. 1836-ban Lyon Perrache pályaudvaráról indult az első franciaországi vonat Saint-Étienne irányába. Több híd épült a Rhône-on és a Saône-on, és több utca épült a két folyó közt. Igazán komoly építkezések azonban leginkább III. Napóleon idején voltak, amikor a városkép is nagyban átalakult, az 1. és 2. kerület kiépültével. Ebben az időszakban olvadtak be a város környéki települések (mint Croix-Rousse, Vaisse, Guillotière) is Lyonba. 1860-ban pedig itt indult meg a világ első siklója a Croix-Rousse oldalán.
A szociális problémák orvoslására az 1850-es évek ipari bővülése során kerülhetett sor. A szövőipar mellé hamarosan komoly vegyipar, később gépipar is települt. Az ipar mellett a tudományos élet is bővült, több egyetem nyitotta meg kapuit ebben az időszakban, és több találmány, így a Lumière testvérek filmezési technikája, és Marius Berliet teherautója is a városban készült el.

### A 20. században
A 19. század során lakosságszámát megnégyszerező, immár 400 000 főt számláló város polgármestere 1905-ben Édouard Herriot radikális politikus lett, aki tovább emelte a város jelentőségét. Az első világháború idején Lyon távol esett a fronttól, így a teherautó-gyártás zavartalanul működhetett ellátva a francia hadsereget. Majd a két háború között, a szenátorként is működő polgármester számos kölcsönt intézett el a város számára több szociális nagyberuházás (iskolák, kórházak építése, infrastrukturális fejlesztések) elindítására.
1940-ben Lyon a demarkációs vonal közelében lévő semleges övezetbe került. Pozíciójából adódóan sok menekült áramlott a városba a németek által elfoglalt területek felől, így Párizsból is. 1941 végére Lyon vált az ellenállás egyik központjává, ahol tömegével jelentek meg az illegális lapok.
1942-ben, a semleges zóna eltörlésével Lyon a Vichy-Franciaország részévé vált, és a Gestapo egyik fontos szálláshelyévé alakult.
A város bombázása 1944. május 26-án kezdődött, végül szeptember 3-rá került a szövetségesek kezére. 1945-ben a második világháború során Németországban raboskodó Édouard Herriot ismét átvette a hatalmat, és felügyelete alatt épült újjá a lerombolódott város.
1957-ben a város nagyszámú algériai menekültet (feketelábúakat, egykori algériai franciákat) volt kénytelen fogadni. Legtöbbjüket Bron és Vénissieux elővárosban próbálták meg elszállásolni, ahol azonban a rossz életkörülmények következtében többször is zavargás tört ki. Az állapotok az 1960-as években, Louis Pradel polgármestersége ideje alatt folyamatosan javultak. Egy új kereskedelmi központ létrehozásával a 3. kerületben, illetve a szociális háló fejlesztésével Lyon keleti fele is kiépült. 1975-ben épült a város új repülőtere, 1978-ban pedig a város első metróvonala. 1981-ben Lyonba érkezett az első TGV Párizsból.
Az 1989-ben megválasztott polgármester, Michel Noir nevéhez fűződik a modern városépítészet meghonosítása Lyonban. Az új stílusban épült az Opera, valamint egy új városrész, a Cité International.

## Gazdaság
Lyon Franciaország, és egyben az Európai Unió egyik legjelentősebb iparvárosa, ahol az új iparágak és technológiák hagyományosan jelentős szerephez jutnak.
Lyon a 16. századtól a selyemszövés egyik legjelentősebb európai központjává vált. A kiemelt színvonalú, hagyományos iparág továbbra is megmaradt, de nagyrészt a városon kívülre szorult. A város vonzáskörzete továbbra is elmondhatja magáról, hogy a francia ruhaipar nagy részének forrása. A város agglomerációjából származik az iparban használatos francia textíliák (légzsákok, védőöltözékek, üléshuzatok) egy jelentős hányada is. Továbbá Lyon a textilipari kutatómunka nemzetközi központja is.
A 19. században a textilipar kiszolgálására, festékgyártás céljából települt meg a városban a vegyipar. Mára azonban már a környék egyik vezetőiparágává vált. Lyon a polimergyártás egyik fellegvára, de a gumiipar is nagy jelentőséggel bír. A vegyiparban egyre inkább hangsúlyt fektetnek a környezetbarát termékek gyártására. A vegyipar mellékágaként a környezetvédelmi ipar mára lényegében önálló iparággá nőtte ki magát a városban. Minden évben Lyonban rendezik a rangos Pollutec környezetvédelmi kiállítást, amely 1986-os indulásakor még egyedülinek számított.
A városban az informatikai iparágak is húzóágazatnak számítanak. A lyoni szellemi tőkére alapozva több francia informatikai és telekommunikációs cég ide települt. Nyugat-Európában Lyonban készítik a legtöbb interaktív játékot, de a számítástechnikai grafika nemzetközi központja is.
Lyon legjelentősebb iparága mindazonáltal a gépgyártás, amelyet a Berliet (mára a Renault-ba integrált) cég honosított meg. Lyonban készül Franciaország nehézgépjárműinek döntő többsége. A gépkocsigyártáshoz egyéb vállalkozások is csatlakoznak, így mintegy 2000 vállalkozás működik a város környékén.
A városban készült termékek a világ bármely pontjára történő szállítására fejlett logisztikai hálózat épült ki. Mind közúti, mind vasúti szállító vállalkozások nagy számban működnek Lyon környékén. Mindazonáltal a szállítások egy jelentős részét az SNCF végzi.
Lyon hagyományosan jól ismert magas színvonalú egészségügyi hálózatáról. Kórházai, klinikái a legjobbak közé tartoznak Franciaországban. Az ellátás mellé jelentős kutatás is kapcsolódik. Lyon a biotudományok egyik jelentős európai központja, ahol a Mérieux P4 alapítvány keretében működik az Európai Unió epidemiológiai központja.
A legtöbb foglalkoztatott a szolgáltatásban, adminisztrációban és kereskedelemben dolgozik. Lyon városában nagy számban működnek szolgáltatási nagyvállalkozások, nagyrészt az egészségügyi, a telekommunikációs, a tanácsadói, a könyvelői, a kölcsönzési és az informatikai szolgáltatási szektorban. A különböző iparágak mellé mind-mind létrejöttek szakosodott szolgáltatások is.
Párizs után Lyon a kereskedelem második központja Franciaországban, jelentős svájci és olaszországi kapcsolatokkal. A 2. kerület és a Part-Dieu városrész ad otthont több jelentős nemzetközi tőzsdei, kereskedelmi és reklámcégnek. A város nagy átmenőforgalma miatt a kiskereskedelemben is óriási jelentőséggel bír. Lyonban nyílt meg Franciaország első tőzsdéje, amely azóta is a legrangosabbak közé tartozik.

## Közlekedés

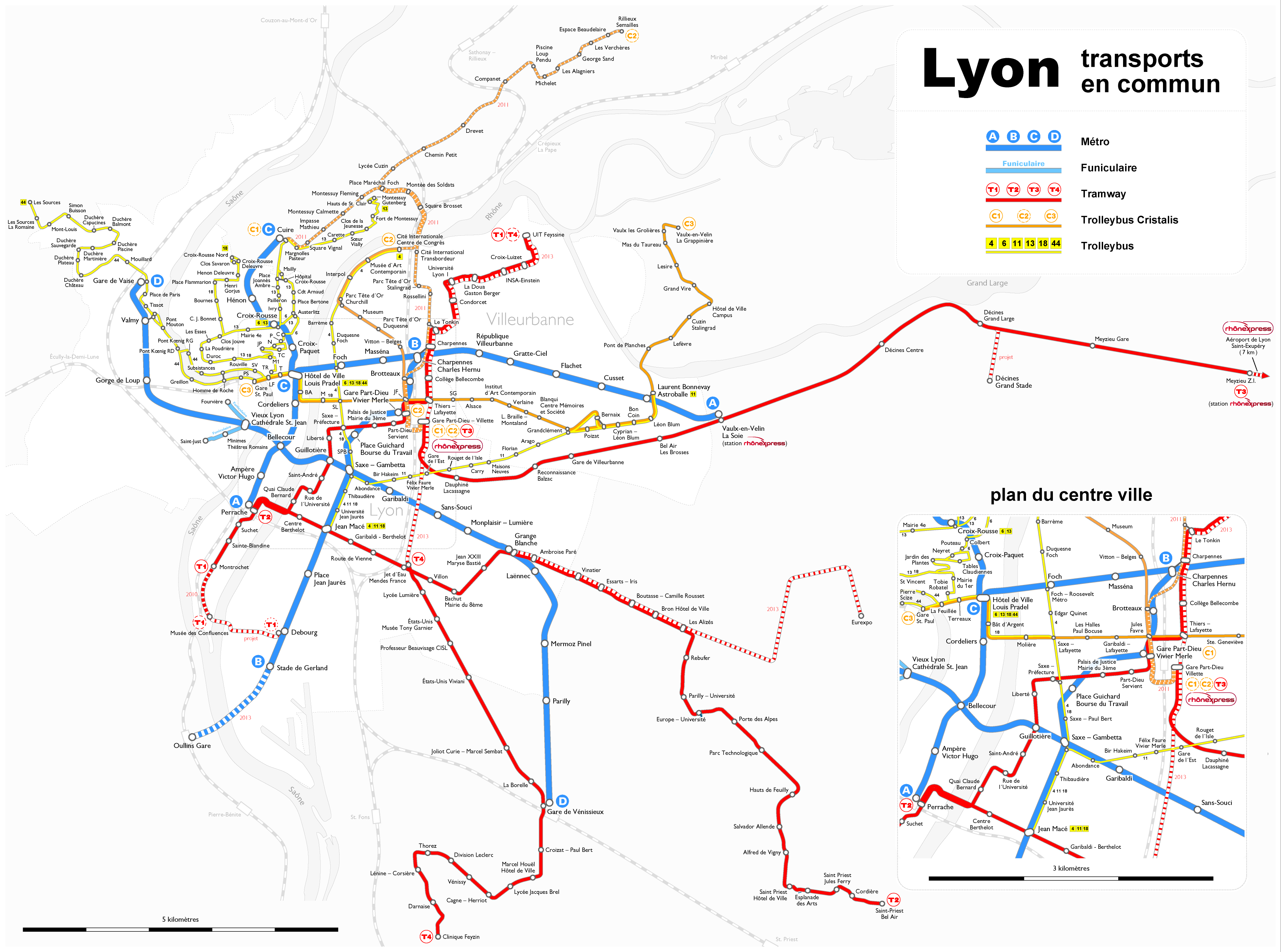

Két repülőtere van: a Lyontól 25 km-re keletre elhelyezkedő Lyon-Saint-Exupéry illetve Lyon-Bron, az előbbi komoly nemzetközi utasforgalmat is bonyolít.
A város pályaudvarait (Part-Dieu, Perrache, Saint-Éxupéry TGV) nagysebességű TGV vonal köti össze Párizzsal és Marseille-jel is. A városból minden irányba érkeznek vasútvonalak, fontos vasúti csomópont. Hagyományos vonalon TGV közlekedik Genfbe, Saint-Étienne-be és Grenoble-ba.
Autópálya-összeköttetésben áll minden nagyobb francia várossal, valamint Genffel.
A város és agglomerációja jól szervezett tömegközlekedési hálózattal rendelkezik, amelyet a Transport en Commun Lyonnais (TCL) márkanév alatt üzemeltet az állami és városi tulajdonú SYTRAL valamit a Keolis-csoport. A közúti hálózat 119 buszjáratot, 7 trolibuszjáratot, 19 minibuszjáratot, 105 iskolabuszjáratot tartalmaz.
Vasúti közlekedés
Villamos

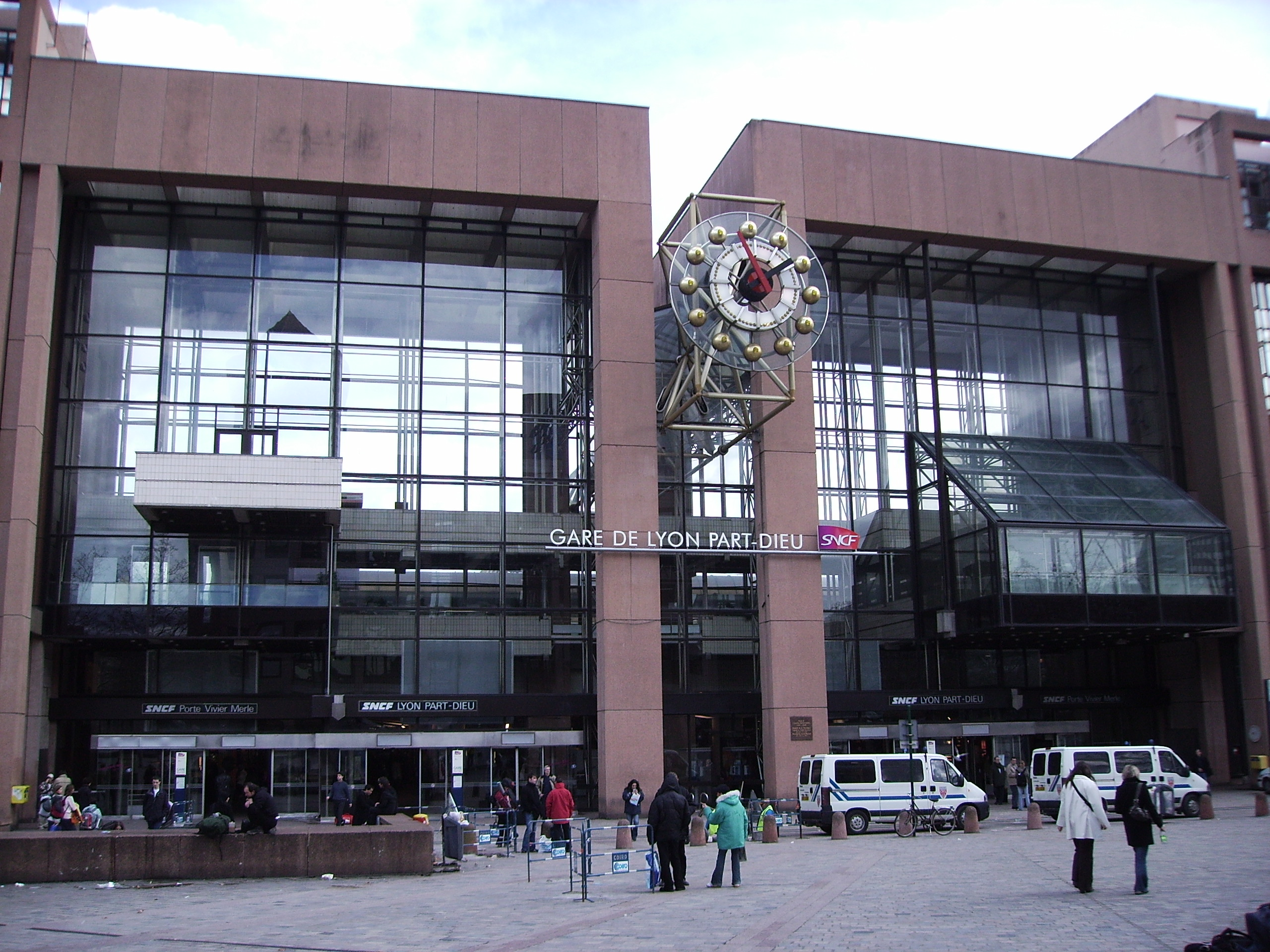
A Part-Dieu pályaudvar bejárata

- T1: Debourg – Perrache – La Doua IUT Feyssine (Villeurbanne)
- T2: Perrache – Saint Priest Bel-Air
- T3: Meyzieu Z.i. – Gare Part-Dieu Villette
- T4: Hôpital Feyzin Vénissieux  – Gare Part-Dieu Villette – La Doua - Gaston Berger (Villeurbanne)

Sikló
- Vieux-Lyon – Fourvière
- Vieux-Lyon – Minimes – Saint-Just

Metró
- A vonal: Perrache – Vaulx-en-Velin La Soie
- B vonal: Gare d’Oullins – Charpennes Charles Hernu
- C vonal: Hôtel de Ville – Cuire (egyben fogaskerekű vasút is)
- D vonal: Gare de Vaise – Gare de Vénissieux (automata rendszerű)

Repülőtéri expresszjárat
- Rhônexpress: Aéroport Lyon Saint Exupéry – Gare Part-Dieu Villette

## Tudomány, oktatás

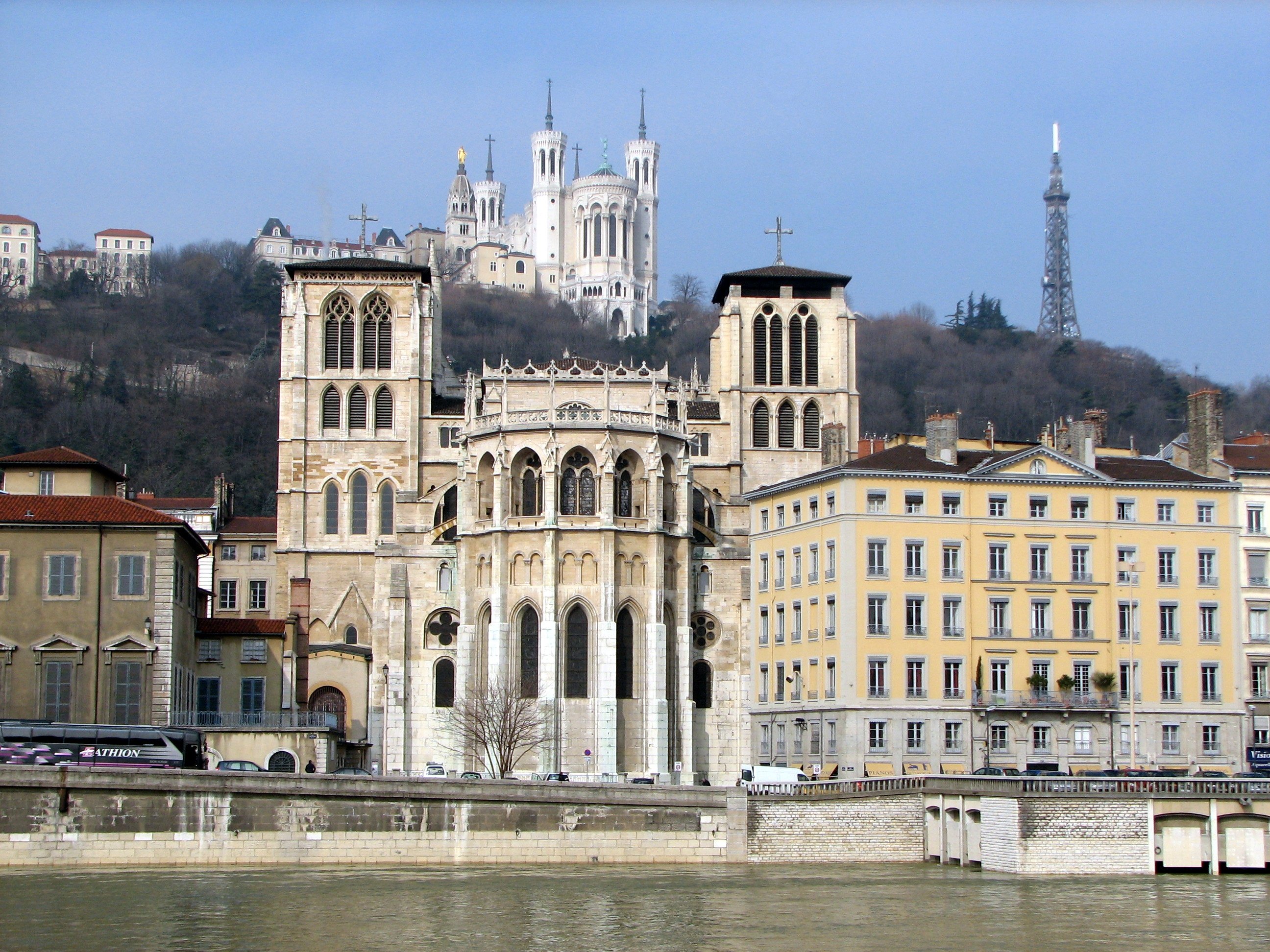
Lyon három látványosságai: a Szent János-székesegyház, a Miasszonyunk bazilikája és Fourvière kilátója

Lyon Franciaország egyik legjelentősebb tudományos, kutatási és oktatási központja. A legtöbb iparág, a modern fizika, de a humán tudományok is mind-mind jelentős lyoni kutatóbázissal rendelkeznek. A városban működő tizenkét tudományos központ nagy része Franciaországban vagy az egész világon a legjelentősebbek közé tartozik.
Párizs után Lyonban található a legtöbb felsőoktatási intézmény Franciaországban. Közel százezer diák jár valamelyik lyoni egyetemre. Lyonban a magas szintű képzés is helyet kapott, mivel több grande école is működik a városban és környékén.
| Egyetemek Lyonban                                                                        | Egyetemek Lyonban              | Egyetemek Lyonban | Egyetemek Lyonban        |
| Egyetem neve                                                                             | Szakterület                    | Diákok száma      | Elhelyezkedés            |
| ---------------------------------------------------------------------------------------- | ------------------------------ | ----------------- | ------------------------ |
| Lyon I : Université Claude Bernard Lyon I (UCBL)                                         | egészségügyi, tudományos       | 28 000            | Villeurbanne, 7. kerület |
| Lyon II : Université Lumière                                                             | bölcsészet, közgazdaságtan     | 30 000            | 7. kerület, Bron         |
| Lyon III : Université Jean Moulin                                                        | jogi, kereskedelmi, bölcsészet | 20 000            | 7. kerület, 8. kerület   |
| Université catholique de Lyon                                                            | teológia, bölcsészet           | 3 000             | Bellecour                |
| Institut universitaire de formation des maîtres (IUFM)                                   | tanítóképző                    | 5 000             | Croix-Rousse             |
| Grande école-ok Lyonban                                                                  |                                |                   |                          |
| École centrale de Lyon (ECL)                                                             | műszaki                        | 1 200             | Écully                   |
| École catholique des arts et métiers                                                     | műszaki                        | 700               | 5. kerület               |
| École supérieure chimie physique électronique de Lyon CPE                                | műszaki                        | 600               | Villeurbanne             |
| École de management de Lyon (EML)                                                        | kereskedelmi                   | 1 600             | Écully                   |
| École nationale supérieure des sciences de l'information et des bibliothèques (ENSSIB)   | információs technológia        |                   | Villeurbanne             |
| École nationale vétérinaire de Lyon                                                      | állatorvosi                    | 500               | Marcy-l'Étoile           |
| École normale supérieure de Lyon                                                         | természettudományi             | 900               | 7. kerület               |
| Institut Supérieur de la Communication, de la presse et de l'audiovisuel (ISCPA de Lyon) | kommunikációs                  |                   | 9. kerület               |
| École normale supérieure lettres et sciences humaines (ENS-LSH)                          | bölcsészet                     | 750               | 7. kerület               |
| Institut national des sciences appliquées (INSA)                                         | műszaki                        | 5 000             | Villeurbanne             |
| Institut Polytechnique de Lyon                                                           | műszaki                        |                   | 5. kerület               |
| Institut polytechnique des sciences avancées                                             | repülőgépipar                  | 2000              | La Part-Dieu             |
| Institut régional d’administration (IRA)                                                 | közigazgatási                  |                   | Villeurbanne             |
| Institut supérieur d’agriculture et d’agroalimentaire Rhône-Alpes (ISARA)                | mezőgazdasági                  | 600               | Bellecour                |
| Institut Sup’Biotech de Paris                                                            | biotechnológia                 | 1500              | La Part-Dieu             |
| Institut textile et chimique de Lyon (ITECH Lyon)                                        | műszaki                        |                   | Écully                   |
| Institut des Sciences et Techniques de l’Ingénieur de Lyon (ISTIL)                       | műszaki                        | 300               | Villeurbanne             |

## Közigazgatás
A város 9 kerületre osztották. Ezek az alábbi városrészeket foglalják magukba:
| Lyon kerületei | - 1. kerület : Croix-Rousse domboldala, Terreaux, Saint-Vincent - 2. kerület : Cordeliers, Bellecour, Ainay, Perrache - 3. kerület : Part-Dieu, La Villette, Montchat - 4. kerület : Croix-Rousse, Saint-Clair - 5. kerület : Saint-Jean – Saint-Paul – Saint-Georges (Vieux Lyon), Saint-Just, Fourvière, Le Point-du-Jour - 6. kerület : Brotteaux, Bellecombe - 7. kerület : Guillotière, Gerland - 8. kerület : Monplaisir, Bachut, Mermoz, États-Unis, Grand Trou - 9. kerület : Vaise, Duchère, Saint-Rambert-l'Île-Barbe |

## Nevezetességei
- Vieux Lyon (reneszánsz városrész)
- Place des Terreaux és a Városháza
- Opera
- Három Gall Amfiteátrum
- Antik színház
- Place Bellecour
- Parc de la Tête d'Or
- Fourvière tornya
- traboule-ok (átjáróutcák)
- Saint-Nizier templom
- Saint-Martin d'Ainay apátság
- Hôtel-Dieu
- Szent Bonaventúra-templom
- Croix-Rousse
- Notre-Dame de Fourvière bazilika
- Prímási székesegyház

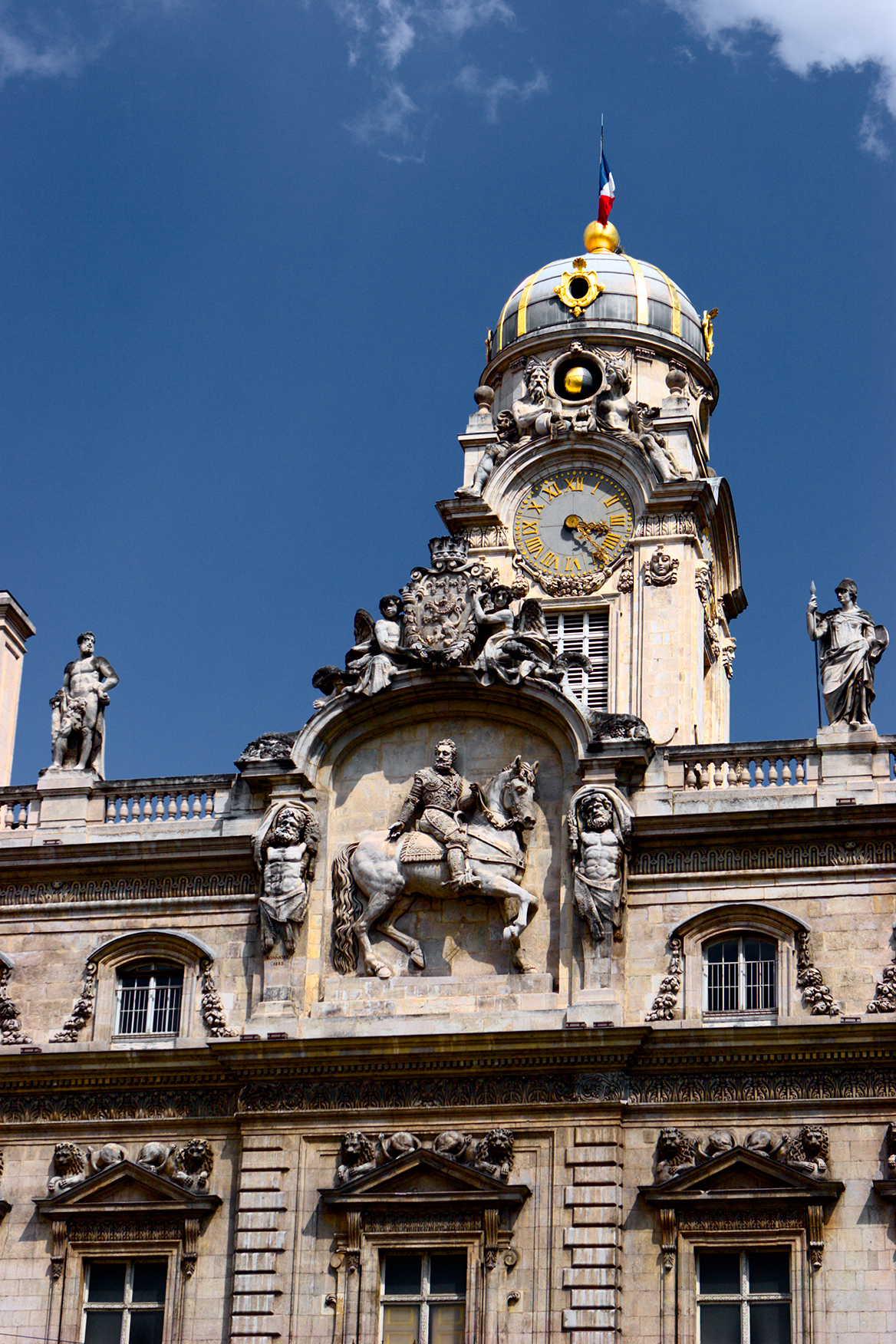
A városháza homlokzata

- Cité International (modern városrész)

## Testvérvárosok
- Beér-Seva, Izrael
- Birmingham, Anglia
- Frankfurt am Main, Németország
- Kanton, Kína
- Lipcse, Németország
- Milánó, Olaszország
- Saint Louis, Amerikai Egyesült Államok
- Jokohama, Japán
- Pécs, Magyarország
- Minszk, Fehéroroszország
- Ouagadougou, Burkina Faso